# ビクトリアス (パニック!アット・ザ・ディスコの曲)
- ビクトリアス
- ビクトーリアス[1][2]

「ビクトリアス」（Victorious）は、アメリカ合衆国のポップ・ロック・バンドであるパニック!アット・ザ・ディスコの楽曲。2015年9月29日に5作目のスタジオ・アルバム『ある独身男の死』からの2作目のシングルとして発売された。作詞作曲はブレンドン・ユーリー、クリストファー・J・バラン、マイク・ヴァイオラ、ホワイト・シー、ジェイク・シンクレア、アレックス・デロン、リヴァース・クオモの共作。プロデュースはシンクレアが手がけ、アディショナル・プロダクションとしてスージー・シンの名もクレジットされる。
Billboard Hot 100では最高位89位を記録し、アメリカレコード協会からはプラチナ認定を受けた。

## リリース・曲の構成
「ビクトリアス」は、5作目のスタジオ・アルバム『ある独身男の死』からの2作目のシングルとして2015年9月29日に発売された。『ある独身男の死』は2016年1月15日に発売され、「ビクトリアス」はオープニング・トラックとして収録された。
楽曲発表時、公式サイト上でユーリーはスポーツが苦手だったとし、「だけどそんな欠点をオレは情熱と激しさで補える…それが真の勝利だ。君の持ちうるすべてを出し尽くせ。幸福を掴むために頑張れ」とコメントした。楽曲のジャンルは主にポップ、ポップ・ロック、パワー・ポップ、シンセポップ、エレクトロ・ポップに分類される。キーはA♭メジャーで、テンポは110BPM。

## ミュージック・ビデオ
「ビクトリアス」のミュージック・ビデオは、2015年11月13日に公開。監督はブランドン・ダーマーが手がけた。ミュージック・ビデオは、ユーリーがボクシングの試合に臨み勝利するところから始まり、「かつての恋人に電話したいという気持ちをこらえたことにより100万ドルの小切手がプレゼントされる」といった、ユーリーが善い行いにより何らかの褒美を受け取るというストーリーになっている。
上記ミュージック・ビデオと同じ日には、10月10日にコロラド州のレッドロック野外劇場で収録されたライブ・ビデオも公開された。2016年2月8日には第50回スーパーボウルとコラボレーションし、ロッカー・ルームの映像やカロライナ・パンサーズとデンバー・ブロンコスの試合の映像などを使用したミュージッック・ビデオが公開された。
「ビクトリアス」のミュージック・ビデオは、2016年のMTV Video Music Awardsで最優秀ロックビデオ賞にノミネートした。

## 評価
エンターテインメント・ウィークリーのジェシカ・グッドマンは、アルバム『ある独身男の死』のレビューの中で本作を「クラブでかけたくなる一流のポップ・ロック・パーティー・チューン」と称した。ローリング・ストーン誌のブリターニュ・スパノスは「ユニークで、フランク・シナトラに触発されたアルバムの中で傑出した楽曲」と評した。
ビルボード誌が発表した「2016年のベスト・ポップ・ソング100」（100 Best Pop Songs of 2016）では第86位にランクインした。

## クレジット
※出典
- ブレンドン・ユーリー – リード・ボーカル、ギター、ベース、ドラム、作詞作曲
- クリストファー・J・バラン – 作詞作曲
- マイク・ヴァイオラ – 作詞作曲、バックグラウンド・ボーカル
- ホワイト・シー – 作詞作曲、バックグラウンド・ボーカル
- ジェイク・シンクレア – 作詞作曲、プロデュース、バックグラウンド・ボーカル
- アレックス・デロン – 作詞作曲
- リヴァース・クオモ – 作詞作曲
- スージー・シン – アディショナル・プロダクション、エンジニア
- ロブ・メイセス – ホーンアレンジ、指揮者
- アンディ・スニッツァー – テナー・サクソフォーン
- デイヴ・マン – テナー・サクソフォーン
- アーロン・ヘイク – アルト・サクソフォーン
- デイヴ・リーケンバーグ – バリトン・サクソフォーン
- マイク・デイヴィス – テナー・サクソフォーン
- ランディ・アンドス – バス・トロンボーン
- ジェフ・キーヴィット – トランペット
- トニー・カドレック – フリューゲルホルン
- ディラン・シュワッブ – トランペット
- クラウディウス・ミッテンドーファー – ミキシング
- ピート・ライマン – マスタリング

## チャート成績
| チャート (2016年)                           | 最高位 |
| ------------------------------------------- | ------ |
| UK ダウンロード (Official Charts Company)   | 84     |
| US Billboard Hot 100                        | 89     |
| US Adult Pop Airplay (Billboard)            | 31     |
| US Hot Rock & Alternative Songs (Billboard) | 7      |
| US Rock & Alternative Airplay (Billboard)   | 19     |

## 認定
| 国/地域                          | 認定        | 認定/売上数 |
| -------------------------------- | ----------- | ----------- |
| カナダ (Music Canada)            | Gold        | 40,000      |
| イギリス (BPI)                   | Silver      | 200,000     |
| アメリカ合衆国 (RIAA)            | 2× Platinum | 2,000,000   |
| 認定のみに基づく売上数と再生回数 |             |             |